# Egnatia Rrogozhinë
Klubi i Futbollit Egnatia Rrogozhinë – albański klub piłkarski, mający siedzibę w mieście Rrogozhina, od 2021 występujący w Kategoria Superiore. Dwukrotny mistrz Albanii i dwukrotny zdobywca pucharu Albanii.

## Historia
Klub został założony w 1964 jako 22 Shtatori Rrogozhinë. W 1991 klub zmienił nazwę na Vullneti Rrogozhinë. Siedem lat później klub przyjął obecną nazwę. W 2004 Egnatia po raz pierwszy awansowała do pierwszej ligi albańskiej. 
W rozgrywkach albańskiej ekstraklasy Egnatia zajęła 9. miejsce, co oznaczało spadek do drugiej ligi.

## Sukcesy
- Mistrzostwa Albanii:
  - I miejsce: 2023/2024, 2024/2025
  - III miejsce: 2022/2023
- Puchar Albanii:
  - Zdobywca: 2022/23, 2023/24
  - Finalista: 2024/25
- Superpuchar Albanii:
  - Zdobywca: 2024
  - Finalista: 2023

## Sezony w Kategoria Superiore
| Sezon     | M  | Z  | R  | P  | Br+ | Br- | Pkt         | Pozycja     | Puchar      | Najlepszy strzelec   | Źr.   |
| --------- | -- | -- | -- | -- | --- | --- | ----------- | ----------- | ----------- | -------------------- | ----- |
| 2004/2005 | 36 | 7  | 7  | 22 | 26  | 48  | 28          | 9. (S)      | Druga runda | Elton Çeno (6)       | [ 2 ] |
| 2021/2022 | 36 | 8  | 11 | 17 | 30  | 49  | 35          | 8. (B)      | Ćwierćfinał | Pedro (10)           | [ 3 ] |
| 2022/2023 | 36 | 14 | 10 | 12 | 46  | 32  | 52          | 3.          | Zwycięzca   | Raphael Dwamena (11) | [ 3 ] |
| 2023/2024 | 36 | 18 | 9  | 9  | 51  | 38  | 63          | 1.          | Zwycięzca   | Raphael Dwamena (9)  | [ 3 ] |
| 2023/2024 | 2  | 1  | 1  | 0  | 1   | 0   | Mistrzostwo | Mistrzostwo | Zwycięzca   | Raphael Dwamena (9)  | [ 3 ] |
| 2024/2025 | 36 | 16 | 11 | 9  | 47  | 30  | 59          | 1.          | Finalista   | Regi Lushkja (16)    | [ 3 ] |
| 2024/2025 | 2  | 1  | 1  | 0  | 4   | 0   | Mistrzostwo | Mistrzostwo | Finalista   | Regi Lushkja (16)    | [ 3 ] |

## Obecny skład
Stan na 17 lipca 2025
| Nr | Poz. | Piłkarz                 |
| -- | ---- | ----------------------- |
| 1  | BR   | Klajdi Kuka             |
| 2  | OB   | Amer Duka               |
| 4  | OB   | Zamiq Aliyev            |
| 5  | OB   | Anio Poçi               |
| 6  | PO   | Albano Aleksi (kapitan) |
| 7  | PO   | Fernando Medeiros       |
| 8  | PO   | Daniel Wotlai           |
| 9  | NA   | Soumaila Bakayoko       |
| 10 | PO   | Regi Lushkja            |
| 11 | PO   | Léo Melo                |
| 16 | OB   | Edison Ndreca           |
| 17 | NA   | Kastriot Selmani        |

| Nr | Poz. | Piłkarz           |
| -- | ---- | ----------------- |
| 18 | NA   | Mohammed Yahaya   |
| 19 | OB   | Arbenit Xhemajli  |
| 22 | OB   | Yazan Madani      |
| 28 | OB   | Eljon Sota        |
| 29 | BR   | Loris Haka        |
| 36 | PO   | Serxho Ujka       |
| 44 | OB   | Abdurraman Fangaj |
| 77 | NA   | Ildi Gruda        |
| 88 | PO   | Flamur Ruçi       |
| 98 | BR   | Mario Dajsinani   |
| 99 | NA   | Saliou Guindo     |
|    | OB   | Guillem Jaime     |

## Europejskie puchary
Legenda do wszystkich tabel:
- Q – runda eliminacyjna, 1/16, 1/8, 1/4, 1/2 – odpowiednia faza rozgrywek, Grupa – runda grupowa, 1r gr – pierwsza runda grupowa, 2r gr – druga runda grupowa, F – finał, R – runda, PO – play-off
- k. – rzuty karne, los. – losowanie, Dogr. – dogrywka, w. – zasada bramek strzelonych na wyjeździe

| Sezon   | Rozgrywki               | Runda | Klub                  | Dom | Wyjazd | Ogólnie     |
| ------- | ----------------------- | ----- | --------------------- | --- | ------ | ----------- |
| 2023/24 | Liga Konferencji Europy | 1Q    | Ararat-Armenia Erywań | 4–4 | 1–1    | 5–5, k: 2–4 |
| 2024/25 | Liga Mistrzów           | 1Q    | Borac Banja Luka      | 2–1 | 0–1    | 2–2, k: 1–4 |
| 2024/25 | Liga Konferencji        | 2Q    | Víkingur Reykjavík    | 0–2 | 1–0    | 1–2         |
| 2025/26 | Liga Mistrzów           | 1Q    | Breiðablik            | 1–0 | 0–5    | 1–5         |
| 2025/26 | Liga Konferencji        | 2Q    | Dynama Mińsk          | 1–0 | 2–0    | 3–0         |
| 2025/26 | Liga Konferencji        | 3Q    | Olimpija Lublana      | 2–4 | 0–0    | 2–4, Dogr.  |